# Vittorio Gallese
Vittorio Gallese (Parma, 17 maggio 1959) è un neuroscienziato italiano.
È docente di Psicobiologia e Psicologia fisiologica all'Università degli Studi di Parma, dal 2016 al 2018 è stato Professor in Experimental Aesthetics all'Institute of Philosophy della School of Advanced Study dell'University of London, UK ed è Adjunct Senior Research Scholar presso il Dept. of Art History and Archeology, Columbia University, New York, USA. Neuroscienziato cognitivo, è uno degli scopritori dei neuroni specchio, cellule motorie del cervello che si attivano sia durante l'esecuzione di movimenti finalizzati, sia osservando simili movimenti eseguiti da altri individui. La sua ricerca cerca di individuare i meccanismi funzionali cerebrali alla base della cognizione sociale, dell'intersoggettività, dell'empatia, del linguaggio e dell'esperienza estetica.

## Biografia
Gallese ha conseguito la laurea in medicina e la specializzazione in neurologia all'Università di Parma. Ha svolto attività di ricerca all'Università di Losanna, Svizzera, alla Nihon University, Tokyo, Giappone, alla University of California at Berkeley, all'Institute of Philosophy della School of Advanced Study della University of London e alla Berlin School of Mind and Brain della Humboldt University di Berlino. È stato George Miller visiting professor alla University of California at Berkeley (2001) e Professor of Experimental Aesthetics all'Institute of Philosophy della School of Advanced Study della University of London (2016-2018).
Dal 2011 è Adjunct Senior Research Scholar, Dept. of Art History and Archeology, Columbia University, New York. Nel 2007 ha ricevuto insieme a Giacomo Rizzolatti e Leonardo Fogassi il Grawemeyer Award for Psychology, per la scoperta dei neuroni specchio. Ha ricevuto il Doctor Honoris Causa dalniUNiversità Cattolica di Lovanio, Belgio nel 2009. Ha ricevuto l'Arnold Pfeffer Prize for Neuropsychoanalysis dall'International Society of Neuropsychoanalysis, New York, U.S.A nel 2010, il Premio Musatti dalla Società Italiana di Psicoanalisi nel 2013, la Kosmos Fellowship dalla Berlin School of Mind and Brain nel 2014, la Einstein Fellowship per il quinquennio 2016-2020 e l'Alexander von Humboldt Forschung Preis nel 2019.
Gallese ha pubblicato più di 300 articoli scientifici in riviste internazionali e in edited books e tre libri.

## Libri
- Stamenov, N.I., and Gallese, V. (2002), Mirror Neurons and the Evolution of Brain and Language. Amsterdam: John Benjamins Publishing Co.
- Ammaniti, M. e Gallese, V. (2014), La nascita della intersoggettività. Lo sviluppo del sé tra psicodinamica e neurobiologia. Milano: Raffaello Cortina Editore, ISBN 978-88-6030-656-2.
- Ammaniti, M. & Gallese, V. (2014),  The Birth of Intersubjectivity. Psychodynamics, Neurobiology and the Self. W. W. Norton & Company, pp. 236.
- Gallese, V. e Guerra, M. (2015),  Lo Schermo Empatico. Cinema e Neuroscienze. Milano: Raffaello Cortina Editore, pp. 350, ISBN 978-88-6030-776-7.
- Gallese, V. e Guerra, M. (2020), The Empathic Screen. Cinema and Neuroscience. Oxford: Oxford University Press, pp. 272.
- Gallese, V. e Morelli, U. (2024), Cosa significa essere umani? Corpo, cervello e relazione per vivere nel presente. Milano: Raffaello Cortina Editore, ISBN 978-88-3285-658-3.
- Gallese V. e Moriggi S. (2025), Oltre la tecnofobia. Il digitale dalle neuroscienze all’educazione. Milano: Raffaello Cortina Editore.